# Jorge Meixueiro
Jorge Meixueiro Hernández (Oaxaca de Juárez, Oaxaca, 1907 - Ciudad de México, 18 de agosto de 1943) fue un político mexicano, en tres ocasiones diputado federal, que causó conmoción por suicidarse en la tribuna de la Cámara de Diputados de México.

## Biografía
Jorge Meixueiro realizó la mayor parte de su carrera en su estado natal de Oaxaca, fue elegido diputado federal por el V Distrito Electoral Federal de Oaxaca a la XXXIII Legislatura de 1928 a 1930, al terminar dicho cargo fue Oficial Mayor del comité ejecutivo nacional del Partido Nacional Revolucionario (hoy PRI) y nuevamente fue elegido diputado federal a la XXXIV Legislatura de 1930 a 1932 en esta ocasión en representación del Distrito electoral federal 3 de Oaxaca, en 1937 fue en tercera ocasión electo diputado a la XXXVII Legislatura que culminó en 1940 por el Distrito electoral federal 4 de Oaxaca.
Por cuarta ocasión candidato a diputado federal en 1943 ahora por el Distrito electoral federal 2 de Oaxaca postulado por el entonces Partido de la Revolución Mexicana; alegó haber obtenido el triunfo electoral en el mismo y como tal llevó su caso ante el Colegio electoral previo a la instalación de la legislatura. Dicho colegio, con mayoría del PRM otorgó el triunfo en dicho distrito a su opositor, al candidato independiente Leopoldo Gatica Neri; según trascendió como forma de compensación por el despojo de otro triunfo legal de un opositor en otro distrito oaxaqueño y por recomendación de Maximino Ávila Camacho —hermano del entonces presidente Manuel Ávila Camacho y secretario de Comunicaciones y Obras Públicas—; ante lo que consideró un fraude en su contra, Meixueiro subió a la tribuna y lo denunció en los siguientes términos:

"Sé, porque no soy un novato en esas cosas, lo que significa este silencio que se advierte en los camaradas y en ese gesto un poco trágico cuando se ve al compañero que trata de pugnar por hacer valer un triunfo que ha obtenido y cuando se tiene ya la conciencia de que, por disciplina habrán de votar en su contra (...). Sé que tratar de impedir eso sería tanto como querer derretir la nieve de un volcán con la lumbre de un cerillo (...) y puesto que no puedo cumplir en esta ocasión la palabra que empeñé, quiero esgrimir mi último argumento y salir de aquí".

Tras lo cual, sacó una pistola calibre 38 que ocultaba en su bolsillo, la introdujo en su boca y se disparó en el paladar, muriendo en el acto.